# Bandera de Malawi
La bandera de Malawi és la que va adoptar Nyasalàndia, l'any 1964, quan va independitzar-se de l'Imperi Britànic i va canviar el seu nom pel de Malawi. El 2010 fou canviada per una versió diferent, però el parlament malawià decidí readoptar-la el 28 de maig del 2012.
La bandera té els tres colors panafricans del partit Nyasaland African Congress, la principal força de lluita per la independència del país. El negre representa el poble africà alliberat; el verd, la natura; el color vermell simbolitza la sang dels màrtirs de la llibertat africana i el sol ixent simbolitza l'esperança d'una Àfrica lliure. És força semblant a la bandera de Biafra i a la bandera panafricana de Marcus Garvey.

## Colors
Els colors de la bandera es defineixen utilitzant els colors estàndard britànics; aquests són els mateixos colors que s'utilitzen a la bandera de Kenya:
|                            | Negre | Vermell | Verd  |
| -------------------------- | ----- | ------- | ----- |
| Colors estàndard britànics | 0-000 | 0-005   | 0-010 |

## Disseny
La primera bandera de Malawi independent es va adoptar el 6 de juliol de 1964. Un sol naixent contra un camp negre també és present a l'escut de Malawi i a la bandera representa oficialment l'alba de l'esperança i la llibertat per al continent d'Àfrica (quan es va crear la bandera, més països africans es van independitzar del domini europeu).
També s'assembla a la bandera de l'ara desapareguda República de Biafra i a la bandera nacional de l'Afganistan utilitzada entre 1973 i 1992.

## Altres banderes
Una nova bandera de Malawi fou adoptada el 29 de juliol del 2010, a proposta del partit demòcrata-progressista al govern. Era molt similar, però canviava l'ordre dels colors de l'antiga bandera i també la posició i la forma del sol. El sol de la bandera nova estava al centre, era complet, i deixava de ser ixent i també canviava de color, passant del roig al blanc. Aquest canvi representava la prosperitat econòmica assolida pel país des de la seva independència. La bandera fou aprovada pel president Bingu wa Mutharika. Una de la població no quedà satisfeta amb aquest canvi, el partit de l'oposició United Democratic Front no l'aprovà i va portar la qüestió als tribunals. Després de la mort de Mutharika i l'accés a la presidència de Joyce Banda el 2012, el parlament de Malawi va aprovar el retorn de la bandera històrica.
Durant l'època de domini britànic, el protectorat de Nyasalàndia havia tingut una bandera amb cantó britànic i fons blau, basat en el pavelló blau britànic.

Bandera de Malawi (2010-2012)
Bandera de la Nyasalàndia britànica